# Saint-Nicolas (Belgia)
Saint-Nicolas (wa. Sint-Nicolêye) – miejscowość i gmina (commune) w Belgii, w Regionie Walońskim, w prowincji Liège, w okręgu Liège. 1 stycznia 2024 roku liczyła 24 491 mieszkańców.

## Podział administracyjny
W skład gminy wchodzą dwie dzielnice (section):
- Montegnée
- Tilleur